# Thüringisch-Fränkisches Mittelgebirge
Das Thüringisch-Fränkische Mittelgebirge ist eine naturräumliche Haupteinheitengruppe Deutschlands und trägt die Kennziffer D48 bzw. 39. Es besteht in der Hauptsache aus dem bis knapp über 1000 m hohen Höhenzug zwischen den Mittelgebirgen Thüringer Wald, Thüringer Schiefergebirge, Frankenwald und Fichtelgebirge, der sich vom Westen und Süden Thüringens über Oberfranken nach Südosten bis kurz vor die tschechische Grenze zieht bzw. an die Erhebungen des Böhmischen Massiv angrenzt.

## Naturräumliche Gliederung
Die naturräumliche Gliederung des Thüringisch-Fränkischen Mittelgebirges basiert auf einer deutschlandweiten Gliederung in Haupteinheitengruppen (zweistellige Ziffern) und Haupteinheiten (dreistellige Ziffern) des Instituts für Landeskunde in den 1950er Jahren im mehrteiligen Handbuch der naturräumlichen Gliederung Deutschlands, das der Beschreibung einer Haupteinheit im Durchschnitt zwei Buchseiten widmete. Anders als für fast alle anderen Regionen Deutschlands ist die feinere Gliederung (Haupteinheit plus Nachkommastellen) des Instituts mit Karten im Maßstab 1:200.000 für große Teile dieses Mittelgebirges nie zustande gekommen, da aufgrund der deutschen Teilung auf ostdeutsche Kartenblätter verzichtet wurde (betrifft den Thüringer Wald und den Nordwesten des Thüringer Schiefergebirges, die für Blatt 127 Gotha geplant waren, sowie den Nordosten des Schiefergebirges auf dem nicht erschienenen Blatt 128 Plauen (Nord)) und im ansonsten komplett kartierten Westteil Deutschlands ausgerechnet die bayerisch-fränkischen Landesteile nur zu kleinen Anteilen fertiggestellt wurden (betrifft Blatt 142/143 Plauen (Süd) und Blatt 154/155 Bayreuth, die das Fichtelgebirge und große Teile des Frankenwaldes abhandeln sollten, jedoch nie erschienen sind). So existieren lediglich auf Blatt 126 Fulda eine Detailaufnahme vom Nordwesten des Thüringer Waldes und im spät (1987) erschienenen Blatt 141 Coburg eine vom südlichen Schiefergebirge und vom nordwestlichen Frankenwald.
Das Bundesamt für Naturschutz (BfN) hat in den frühen Jahren des aktuellen Jahrtausends eine Landesaufnahme in Auftrag gegeben, die auf Basis der naturräumlichen Gliederung speziell schutzwürdige Landschaften ausweisen sollte und die Landschaftssteckbriefe hervorbrachte, die in der Regel mehrere Teileinheiten einer Haupteinheit zusammenfassen, in selteneren Fällen eine ganze Haupteinheit beschreiben. Die Grenzziehungen dieser nicht sehr detaillierten und auch nur in Teilen naturräumlich orientierten Bestandsaufnahmen stellen für weite Teile des bayerisch-fränkischen Teils des Mittelgebirges die einzige Einteilung dar, die (minimal) feiner ist als jene in Haupteinheiten von 1959 bzw. 1960.
Für den thüringischen Teil des Mittelgebirges existiert demgegenüber eine naturräumliche Gliederung in die Naturräume Thüringens, die ab den 1990er Jahren von der Thüringer Landesanstalt für Umwelt und Geologie (TLuG Jena) erstellt wurde. Sie orientiert sich zwar zunächst an der Gliederung des Instituts für Landeskunde, ist jedoch in ihren Grenzziehungen insgesamt geologischer ausgerichtet. Diese Gliederung verzichtet auch auf die explizite Nennung von Haupteinheiten und gliedert die Teillandschaften stattdessen erdzeitalterlich (u. a.) in Mittelgebirge (betrifft alle hier enthaltenen Landschaften außer dem Südlichen Vorland des Thüringer Waldes) sowie Hügelländer auf Buntsandstein (Südthüringer Buntsandstein-Waldland) und Muschelkalk (Schalkauer Plateau).
In den „eigentlichen“ Mittelgebirgen, die 6 der 7 Haupteinheiten betreffen, fallen die Grenzunterschiede zwischen Thüringer Landesanstalt und Institut für Landeskunde (TLUG) bzw. BfN nur marginal aus. In der Haupteinheit 390 wurde von TLUG die Grenze des Schalkauer Plateaus zum Buntsandstein-Waldland von der oberen Werra in Teilen (Zentrum) nach Westen verlagert (Korridor zum 577 m hohen Solaberg). Ferner endet das Südthüringer Buntsandstein-Waldland nach TLUG im Norden am Tal der Schmalkalde bzw. dem der Stille, geht aber im Nordwesten bis ans Werratal. Demgegenüber ging die ursprüngliche Haupteinheit nach Norden bis zum Tal der Truse und wurde im Nordwesten vom ebenfalls auf Buntsandstein liegenden Salzunger Werrabergland, das auch weiter nördlich den Thüringer Wald westlich flankiert, zur Werra hin abgedacht.
Die Bayerische Landesanstalt für Umwelt hat in den 2010er Jahren die ihr Bundesland betreffenden Haupteinheiten untergliedert, wovon hier allerdings nur die beiden Fichtelgebirgs-Einheiten 394 und 395 betroffen sind.

### Gliederung in Haupt- und Untereinheiten
Das Thüringisch-Fränkische Mittelgebirge gliedert sich wie folgt:
- 39 (=D48) Thüringisch-Fränkisches Mittelgebirge
  - 390 Südliches Vorland des Thüringer Waldes (hauptsächlich Buntsandstein)
    - 390.0 Schalkauer Plateau[4] (Muschelkalk)
    - 390.1 Hildburghäuser Vorland[4] (Röt, am Solaberg Muschelkalk)
    - 390.2 Schleusinger Vorland[4] (Röt)
      - Kleiner Thüringer Wald (Grundgebirge)

  - 391 Thüringer Wald
    - 391.0 Nordwestlicher Thüringer Wald[3][6]
    - Mittlerer Thüringer Wald[6]

  - 392 Thüringisch-Fränkisches Schiefergebirge[8]
    - 392.0 Frankenwald
    - 392.1 Thüringer Schiefergebirge 'im engeren Sinne[9]
      - 392.10 Südliches (Hohes) Thüringer Schiefergebirge[4]
      - 392.11 Nördliches (Hohes) Thüringer Schiefergebirge[4]
      - Schwarza-Sormitz-Gebiet[6]

  - 393 Münchberger Hochfläche
  - 394 Hohes Fichtelgebirge
    - 394-A West- und Nordkamm des Hohen Fichtelgebirges[7]
    - 394-B Pilgramsreuther Sattel[7]
    - 394-C Steinwald[7]
    - 394-D Lausnitzer Randberge[7]

  - 395 Selb-Wunsiedler Hochfläche („Inneres Fichtelgebirge“)
    - 395-A Selb-Wunsiedler Hügelland[7]
    - 395-B Selber Forst[7]

  - 396 Naab-Wondreb-Senke

In Kartierungen der DDR sind die Ostthüringisch-Vogtländischen Hochflächen (Ostthüringer Schiefergebirge) mit dem Thüringer Schiefergebirge der Einheit 392 als gemeinsame Landschaft „Thüringer Schiefergebirge“ beschriftet. Diese gehören jedoch zur etwas flachwelligeren Haupteitengruppe 41 Vogtland, die gemeinsam mit dem Thüringisch-Fränkischen Mittelgebirge eine Großregion 3. Ordnung bildet.